# Myrmarachne insulana
Myrmarachne insulana este o specie de păianjeni din genul Myrmarachne, familia Salticidae, descrisă de Roewer în anul 1942. Conform Catalogue of Life specia Myrmarachne insulana nu are subspecii cunoscute.